# ジェームズ・エドワード・スミス

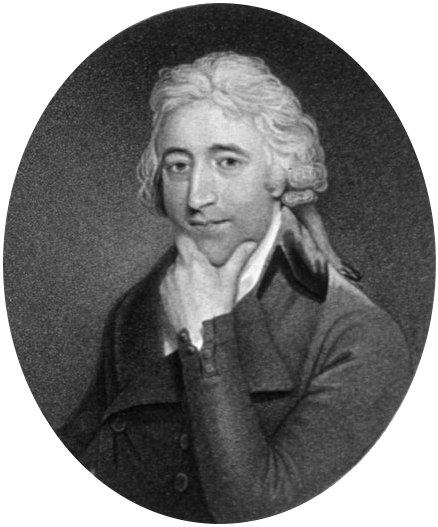
ジェームズ・エドワード・スミス

サー・ジェームズ・エドワード・スミス（Sir James Edward Smith、1759年12月2日 – 1828年3月17日）は、イギリスの植物学者であり、ロンドン・リンネ協会 (Linnean Society of London)の設立者である。

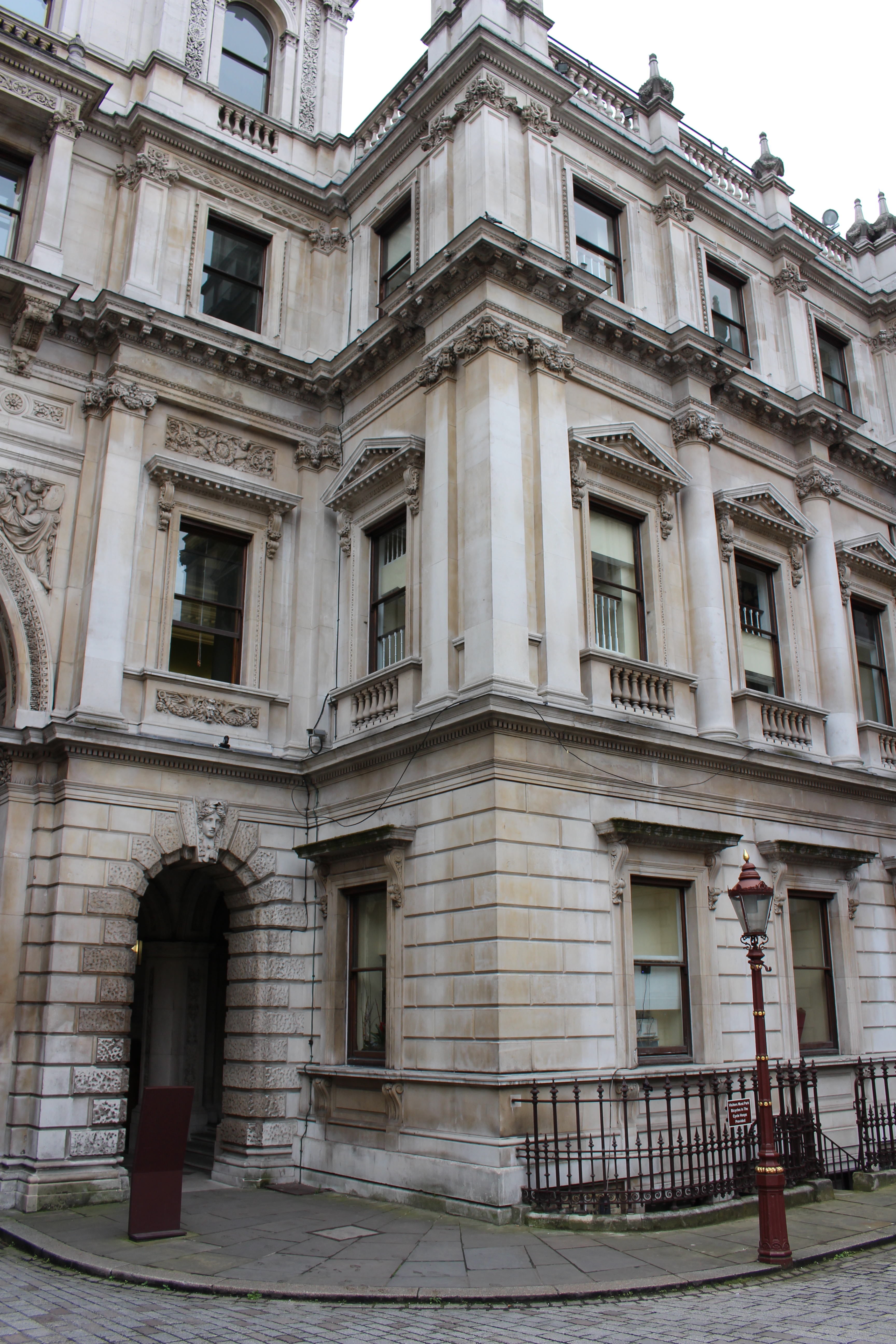
リンネ協会が入っているバーリントンハウスの外観

## 生涯
ノリッジの裕福な商人の家に生まれた。1780年代のはじめに、エディンバラ大学の医学のコースに進み、ジョセフ・ブラックに化学を学び、ジョン・ウォーカーに博物学を学んだ。1783年にロンドンに出て研究を続けた。ジョセフ・バンクスの友人で、カール・フォン・リンネの息子が没して、リンネから引き継いだ書籍、原稿、標本が1,000ポンドで売り出された時、バンクスは買い取らなかったが、スミスが買い取り、1784年にロンドンに到着した。1786年から1788年の間、オランダ、フランス、イタリアの植物学者を訪れ、美術館、植物園を訪れた。1785年に王立協会のフェローに選出された。1788年にロンドン・リンネ協会を設立し、最初の会長に就任した。1796年にリンネのコレクションともにノリッジに戻った。スミスの文献と植物コレクションは、ヨーロッパ中で有名となり、ヨーロッパ各地から多くの昆虫学者、植物学者が訪れることになった。1792年にスウェーデン王立科学アカデミーの外国人会員に選ばれた。その後半生は植物学の著作に費やし、"Flora Britannica" や "The English Flora" (4巻 1824 – 1828)などを出版した。1808年から1819年の間に出版された、エイブラハム・リーズの百科事典（Cyclopaedia）に、ウィリアム・ウッドの後をついで、3,348の植物の記事を執筆した。多くの18世紀の代表的な植物学の著作に貢献した。ジョン・シブソープの『ギリシャ植物誌』（"Flora Graeca"）の出版では、出版社と植物画家、ジェームズ・サワビー（James Sowerby）を手配した。1797年にアメリカの昆虫に関する先駆的な著書"The Natural History of the Rarer Lepidopterous Insects of Georgia"を出版した。ジョン・アボットの図版と記録に、新種についてはアボットの図にもとづいてスミスが解説を書いた。
スミスの死後、リンネのコレクションはスミス自身のコレクションとともにリンネ協会に購入された。

## 著書
- Icones pictae plantarum rariorum descriptionibus et observationibus illustratae.  London, 1790–93
- Linnaeus, Carl von,  Disquisitio de sexu plantarum. (1786) -  (English) A dissertation on the sexes of plants translated from the Latin of Linnaeus by James Edward Smith. London : Printed for the author, and sold by George Nicol ..., (book details: xv, [1], 62, [2] p. ; 22 cm. (8vo))
- "Tentamen Botanicum de Filicum Generibus Dorsiferarum", Mém. Acad. Roy. Sci. Turin, vol. 5 (1793) 401-422; one of the earliest scientific papers on fern taxonomy Available online on Project Gutenberg.
- English Botany: Or, Coloured Figures of British Plants, with their Essential Characters, Synonyms and Places of Growth, descriptions supplied by Smith, was issued as a part work over 23 years until its completion in 1813. This work was issued in 36 volumes with 2,592 hand-colored plates of British plants. Published and illustrated by James Sowerby
- Linné, Carl von, Lachesis Lapponica or A Tour In Lapland, Translated by James Edward Smith (1811). London: White and Cochrane In two volumes (Volume 1; Volume 2).